# عود اوتمارسوم
عود اوتمارسوم (به هلندی: Oud Ootmarsum) یک منطقهٔ مسکونی در هلند است که در دینکل‌لاند واقع شده‌است. عود اوتمارسوم ۳۴۰ نفر جمعیت دارد.